# Цеґельня-Косево
Цеґельня-Косево (пол. Cegielnia-Kosewo) — село в Польщі, у гміні Помехувек Новодворського повіту Мазовецького воєводства.
Населення — 260 осіб (2011).
У 1975-1998 роках село належало до Варшавського воєводства.

## Демографія
Демографічна структура станом на 31 березня 2011 року:
|          | Загалом | Допрацездатний вік | Працездатний вік | Постпрацездатний вік |
| -------- | ------- | ------------------ | ---------------- | -------------------- |
| Чоловіки | 123     | 30                 | 86               | 7                    |
| Жінки    | 137     | 34                 | 72               | 31                   |
| Разом    | 260     | 64                 | 158              | 38                   |